# Deutsch-ghanaische Beziehungen
Die Deutsch-ghanaischen Beziehungen sind gut und Ghana zählt zu den Schwerpunktländern deutscher Entwicklungshilfe. Offizielle diplomatische Beziehungen wurden in den 1950er Jahren aufgenommen, die Kontakte zwischen beiden Gesellschaften reichen allerdings deutlich weiter zurück und lassen sich bis ins 17. Jahrhundert zurückverfolgen.

## Geschichte

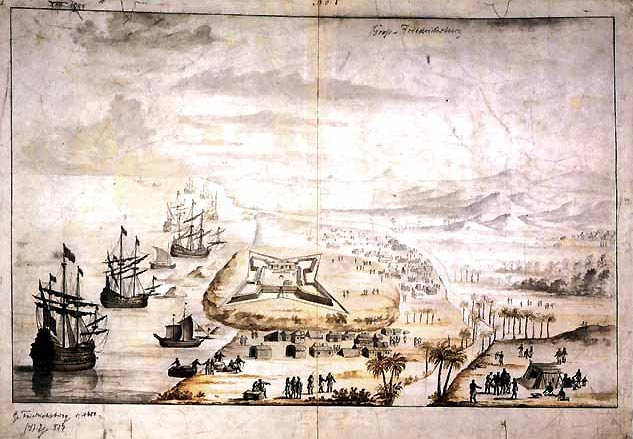
Das Fort Großfriedrichsburg um 1684

Der älteste aufgezeichnete Kontakt geht auf das Jahr 1661 zurück, als der Prediger Wilhelm Müller aus Harburg zum Prediger für die Dänische Kolonie an der Goldküste in Afrika ernannt wurde. Sein Werk, Die Africanische auf der Guineischen Gold-Cust gelegene Landschafft Fetu, ist eine der ersten Quellen zum Leben an der Goldküste, dem heutigen Ghana. Friedrich Wilhelm I. von Brandenburg schickt 1682 eine Expedition unter Otto Friedrich von der Groeben an die Goldküste, nachdem brandenburgische Offiziere vorher ein Freundschaftsabkommen mit den Ahanta geschlossen hatten. Ein Jahr später wird die Kolonie Groß Friedrichsburg zur Sicherung des transatlantischen Sklavenhandels am Kap der drei Spitzen errichtet, welche 1717 an die Niederländer verkauft wird.
Im 18. Jahrhundert wird Anton Wilhelm Amo der erste afrikanischstämmige Philosoph und Wissenschaftler in Deutschland. Er lehrte an den Universitäten Wittenberg, Halle und Jena. Im 19. Jahrhundert sind deutsche Missionare wie Christian Gottlieb Blumhardt und Franz Michael Zahn an der Goldküste aktiv. 1847 wird die Evangelische Ewe-Kirche von Deutschen gegründet. Im Jahre 1884 wird eine deutsche Kolonie in der Voltaregion errichtet, die bis 1916 zu Deutsch-Togo gehört und von der heute noch Zeugnisse der Kolonialarchitektur in der Stadt Kpandu erhalten sind. 1921 werden deutsche Missionare von den britischen Kolonialbehörden nach dem Ersten Weltkrieg aus der Voltaregion ausgewiesen.
1932 kommt es zur Kwami-Affäre, als der nationalsozialistische Gauleiter von Weser-Ems und Ministerpräsident des Freistaates Oldenburg, Carl Röver, versuchte, die Predigt des ghanaischen Pastors Robert Kwami am 20. September 1932 in der Lambertikirche in Oldenburg zu verhindern. Die Beteiligung der Goldküste am Zweiten Weltkrieg begann mit der Kriegserklärung des Britischen Empire an NS-Deutschland im September 1939. Obwohl in der Kolonie Goldküste keine Kampfhandlungen stattfanden, lieferte die Kolonie Ressourcen und Arbeitskräfte für die Alliierten. Insgesamt 65.000 Soldaten aus der Goldküste kämpfen im Krieg gegen die Achsenmächte.
Im Jahre 1956 eröffnet die Bundesrepublik Deutschland (BRD) ein Konsulat in Accra, welches ein Jahr später nach der offiziellen Aufnahme diplomatischer Beziehungen mit dem nun unabhängigen Staat Ghana in eine Botschaft umgewandelt wird. 1960 eröffnet Ghana eine Botschaft in Bonn, der Hauptstadt der BRD. Im selben Jahr eröffnet die deutsche Missionsärztin und Theologin Margret Marquart in Kpandu ein Krankenhaus. 1961 wird ein Goethe-Institut in Ghana eröffnet und die KfW nimmt ihre Arbeit im Land auf. 1972 nimmt Ghana nach dem Ende der Hallstein-Doktrin auch diplomatische Beziehungen mit der Deutschen Demokratischen Republik (DDR) auf.
Nach der deutschen Wiedervereinigung eröffnet Ghana eine neue Botschaft in Berlin. Im Jahre 2018 besuchte Bundeskanzlerin Angela Merkel auf einem Staatsbesuch in Ghana dessen Staatschef Nana Akufo-Addo. Bei dem Treffen ging es um Migration und eine Vertiefung der Wirtschaftsbeziehungen. Deutschland sagte Entwicklungshilfe in den Bereichen Infrastruktur und Energie zu. Der ebenfalls angereiste deutsche Entwicklungsminister Gerd Müller forderte deutsche Unternehmen auf, im Land zu investieren.

## Wirtschaft
Das Gesamtvolumen des Handels mit Ghana belief sich im Jahr 2021 auf 641 Millionen Euro, womit Ghana zu den wichtigsten Handelspartnern Deutschlands in Afrika gehört. Ghana bezieht aus Deutschland bevorzugt Fahrzeuge, Maschinen und chemische Erzeugnisse, während Deutschland im Gegenzug Kakao und Erdöl aus Ghana einführt. Knapp 80 deutsche Unternehmen sind im Land aktiv.
Zwischen beiden Ländern besteht ein Investitionsschutzabkommen (1998) und ein Doppelbesteuerungsabkommen (2007). 2017 begannen beide Länder eine bilaterale Reform- und Investitionspartnerschaft. Im Jahre 2019 fand das dritte German-African Business Summit in Accra statt.

## Entwicklungszusammenarbeit
Ghana zählt zu den Schwerpunktländern deutscher Entwicklungshilfe im Ausland. Deutschland möchte Ghana bei der Erreichung der Ziele für nachhaltige Entwicklung der Vereinten Nationen und der Armutsbekämpfung unterstützen. Fokusthemen sind nachhaltige Wirtschaftsentwicklung, gute Regierungsführung und erneuerbare Energien und Energieeffizienz. Die deutsche Bundesregierung arbeitet dabei mit verschiedenen Partnern und auch kirchlichen Trägern und Nichtregierungsorganisationen zusammen. Von 1957 bis 2020 leistete Deutschland Entwicklungshilfe in Höhe von 1,57 Milliarden Euro an Ghana. Von 2018 bis 2020 belief sich die bilaterale Unterstützung für Ghana auf 145,2 Millionen Euro.

## Kultur und Bildung
Das Goethe-Institut ist seit den 1960er Jahren im Land aktiv. Ebenfalls vertreten ist der Deutsche Akademische Austauschdienst, welcher den Studenten- und Wissenschaftsaustausch zwischen beiden Ländern fördert. Zwischen beiden Ländern bestehen 22 Hochschulkooperationen. In Accra besteht mit der German Swiss International School eine deutsche Auslandsschule, welche seit 2012/13 unter alleiniger Förderung der deutschen Bundesregierung steht.
Deutsche Missionare spielten im 19. Jahrhundert eine wichtige Rolle bei der Ausbreitung des Christentums in Ghana. Heute bestehen zwischen deutschen und ghanaischen Kirchengemeinden Partnerschaften. So besteht seit 1982 eine Diözesanpartnerschaft zwischen dem Bistum Münster und mehreren Kirchenprovinzen in Nordghana.

## Migration
Die Anzahl von Personen mit Migrationshintergrund aus Ghana wird auf knapp 49.000 Personen geschätzt (2014). Die meisten davon leben in deutschen Großstädten. Zwischen 1981 und 2013 wurden knapp 12.400 ghanaische Staatsangehörige in Deutschland einbürgert. Knapp 10.000 Kinder gingen bis 2009 aus deutsch-ghanaischen Partnerschaften hervor. Ghanaer zählen damit zu den größten Migrantengruppen aus Subsahara-Afrika in Deutschland. Bekannte Deutsch-Ghanaer sind der Gastronom Nelson Müller, der Tänzer und Fitnesstrainer Detlef Soost, der Moderator Daniel Aminati und die Fußballspieler Gerald Asamoah, Jérôme Boateng und  Kevin-Prince Boateng. Die Union of Ghanaian Associations in Germany (UGAG) vertritt die ghanaische Gemeinde in Deutschland.

## Sport
Die Fußballnationalmannschaften Deutschlands und Ghana trafen bei den Fußball-Weltmeisterschaften 2010 und 2014 jeweils in der Gruppenphase aufeinander. Die Nationalmannschaft Ghanas wurde mehrmals von Trainern aus Deutschland gecoacht, darunter waren Otto Pfister, Karl-Heinz Marotzke, Burkhard Ziese, Rudi Gutendorf und Ralf Zumdick. Nationalspieler Ghanas wie Otto Addo, Hans Sarpei, Prince Tagoe, Samuel Kuffour, Anthony Yeboah und Isaac Vorsah spielten in Deutschland. Kevin-Prince Boateng spielte für Auswahlmannschaften beider Länder.

## Diplomatische Standorte
- Deutschland hat eine Botschaft in Accra.[11]
- Ghana hat eine Botschaft in Berlin.[12]